# Amsterdamsche Fabriek van Cementijzerwerken
De Amsterdamsche Fabriek van Cementijzerwerken werd opgericht in 1891, was een fabriek voor werken in gewapend beton en een van de eerste van die soort in Nederland en een pionier op dit gebied.

## Geschiedenis
Het bedrijf werd opgericht door Arie Cornelis van Ommeren van Guylik ( Utrecht 1868 - Laren 1936), een der eersten die de belangrijkheid inzag van de uitvinding van den Franschman Monier, namelijk het gewapend beton. Deze persoon werd directeur van het bedrijf.
In 1902 is toen gebouwd "het graanpakhuis van de firma Swildens en Kuipers te Leeuwarden" en dat thans al geruime tijd in gebruik is bij Koopmans Meelfabrieken.
Een latere directeur was Ludwig Adrian Sanders (Rotterdam 1862 - Den Haag 1956), welke zich in 1907 al bezighield met het Zuiderzee-vraagstuk.
Men vervaardigde waterdichte werken in gewapend beton volgens de systemen Monier, Rabitz en andere, zoals kelders, gewelven, vloeren, buizen, tunnels, privaatputten en dergelijke.
In 1905 vond een staking plaats van de zogeheten Monierwerkers, ten behoeve van een uiterst billijke loonregeling, en dat tegen de extra-ordinaire logica van de patroon in. Er zouden toen een honderdtal mensen werkzaam zijn.
Vanaf omstreeks 1907 stond dit bedrijf bekend als Amsterdamsche Fabriek van Cement-ijzerwerken 'Wittenburg'  en was gevestigd aan Singel 178.
In 1910 werd een betonnen spoorwegviaduct te Arnhem gebouwd.
In 1910 werd ook een IJshuis ontworpen en gebouwd voor de voormalige vishandel  Gebr. Dil, Hoogstraat 10 te Koog aan de Zaan met wanden van twee dunne gewapend betonplaten met een tussenruimte van 25 – 30 cm die gevuld werden met kurkkorrels. “Het gebouw werd helaas illegaal gesloopt, een zwarte bladzijde in de geschiedenis van de monumentenbescherming” (Zaans Industrieel Erfgoed).
In 1913 was weer een staking van betonwerkers, nu op diverse bouwplaatsen waaronder die van de Bijenkorf op het Damrak. De regeling van een toeslag bij buitengewoon zwaar werk was hier de inzet.
Tijdens de Eerste Wereldoorlog (1917) gaf de in het bedrijf werkzame ingenieur Anthonie Adrianus Boon ( Gouda 1882 - Amsterdam 1956) een Duitstalige brochure uit aangaande Der Bau von Schiffen aus Eisenbeton. De bouw van betonnen schepen werd door deze persoon gepropageerd.
Tot 1926 was nog sprake van de Maatschappij tot voortzetting van de Amsterdamsche Fabriek van Cement-IJzerwerken Wittenburg. In 1930 werd nog de betonbouw verricht voor het Parkhotel nabij het Vondelpark te Amsterdam. Er was toen sprake van de N.V. v/h Wittenburg, in 1932 van de Maatschappij Wittenburg. Omstreeks deze tijd waren er in Nederland overigens al vele bedrijven die zich met gewapend beton bezighielden. In 1934 heeft de firma betonwegen aangelegd voor een uitbreidingsplan te Diemen, waar men voordien gewerkt had met zand, vliegasch en takkebossen, maar dit alles met bedroevende resultaten.
In 1937 kwam het bedrijf nog voor als Cementijzer Wittenburg en ook in 1938 deed Wittenburg nog mee aan een aanbesteding voor de bouw van het Amstelstation. In 1941 werd nog de betonconstructie van het zich te Amsterdam bevindende archiefgebouw van de Twentsche Bank gebouwd (geheel in beton en steen, dus brandvrij). In latere jaren werd van het bedrijf, dat al lang niet meer één der grootste was op haar gebied, niet meer vernomen.